# 雪人 (童話)
《雪人》（丹麥語：Sneemanden）是丹麥作家漢斯·克里斯蒂安·安徒生創作的一部童話文學，描述一個雪人和火爐墜入愛河的故事，1861年3月2日由雷茲爾出版社發行於哥本哈根。根據安徒生傳記作者雅琪·吳爾許拉格所敘，它是安徒生對1844年作品《樅樹》的續筆，故事抒情而淒美。她也認為，《雪人》是安徒生情繫英俊、年輕的丹麥皇家劇院芭蕾舞者哈拉爾·沙爾夫，飽受消瘦與牢騷之苦時期的創作。吳爾許拉格在書中寫道，安徒生和沙爾夫在1860年代初期展開戀情，帶給安徒生「某種對性的滿足」，並「短暫地解除他的孤寂」。這是安徒生一生中唯一為他帶來幸福的一段同性戀情。

## 外部連結
- 《雪人[]》繁體中文譯本，策略出版社
- 《雪人》丹麥語原文本
- 《雪人 （页面存档备份，存于）》英語譯本，金·赫修特（Jean Hersholt）譯

## 相关
成语：水火不容